# 小行星18634
小行星18634（18634 Champigneulles）是一颗绕太阳运转的小行星，为主小行星带小行星。该小行星于1998年3月2日发现。

## 轨道参数
小行星18634的轨道半长轴为2.6677115 UA，离心率为0.090。